# Eleições gerais em Moçambique em 2019
As sextas Eleições Gerais foram realizadas em Moçambique a 15 de Outubro de 2019..

## Sistema eleitoral
O Presidente de Moçambique é eleito usando o sistema de duas voltas. Os 250 membros da Assembleia da República são eleitos por representação proporcional em onze círculos eleitorais de múltiplos membros, com base nas províncias do país. Nos dois círculos eleitorais que representam cidadãos moçambicanos em África e na Europa, apenas o candidato que tem o maior número de votos é eleito deputado em cada círculo. 
Os lugares nos distritos eleitorais com múltiplos membros são alocados usando o método D'Hondt, com um limiar eleitoral de 5%.

## Candidatos
A 16 de Janeiro de 2019, a RENAMO,  o principal partido da oposição, realizou um congresso no qual Ossufo Momade foi eleito como o novo líder e candidato à Presidência. Momade era o presidente interino do partido após a morte de Afonso Dhlakama em maio de 2018 e era visto como um "líder unificador" que poderia aproximar o sector político e militar da RENAMO.
O partido governante FRELIMO, realizou o seu congresso a 6 de Maio, no qual confirmou sua decisão de apoiar a reeleição do Presidente Filipe Nyussi para um segundo e último mandato. 
A 9 de Maio e após um congresso de três dias, o Movimento Democrático de Moçambique confirmou que o seu candidato à Presidência seria Daviz Simango, o Presidente da Câmara Municipal da Beira desde 2003. Simango foi candidato à presidência nas duas eleições gerais anteriores. 